# Arbetarrörelsens folkhögskola i Göteborg

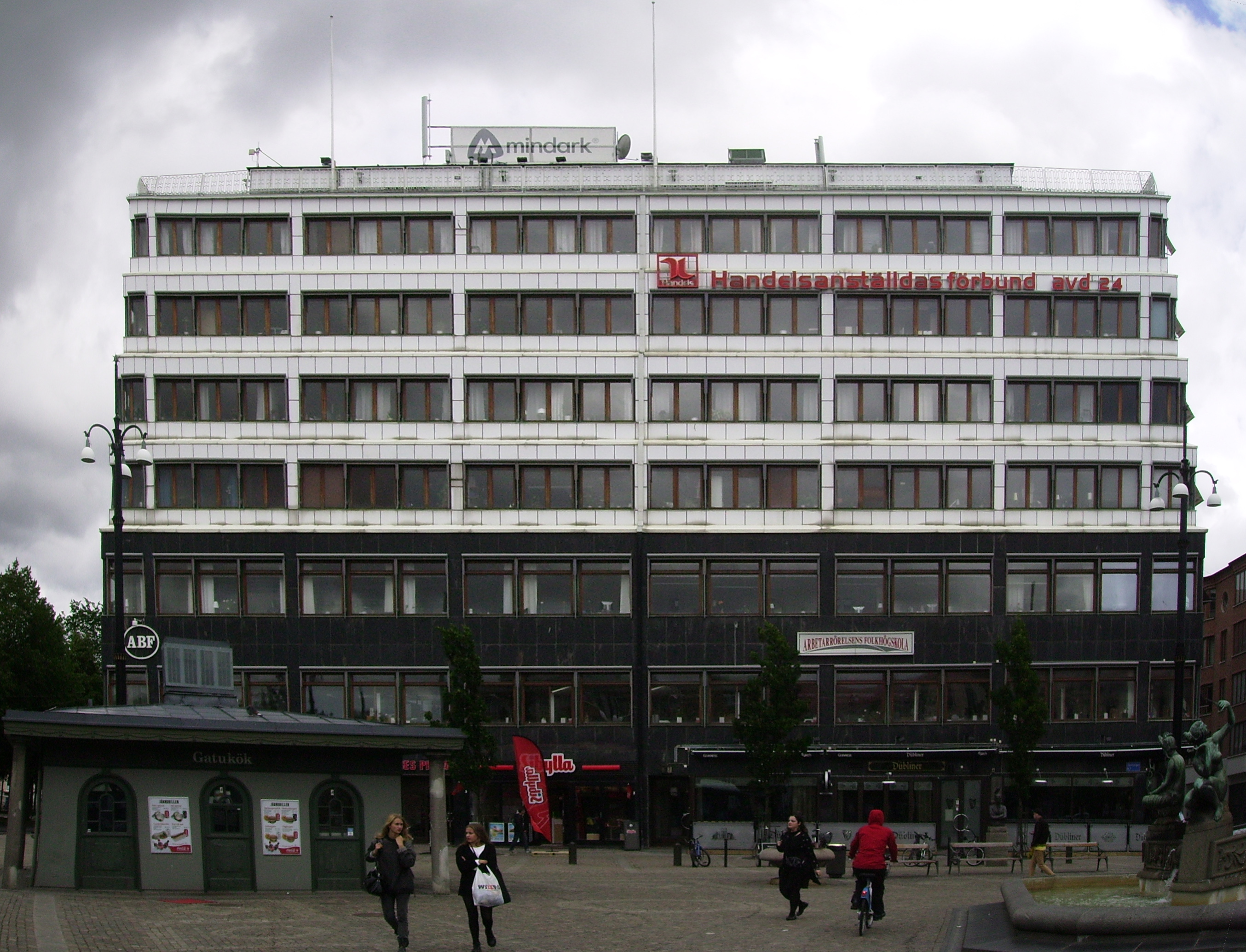
Arbetarrörelsens folkhögskola på Järntorget 7 i Göteborg.

Arbetarrörelsens folkhögskola i Göteborg, AFIG, är en folkhögskola med anknytning till svensk arbetarrörelse, belägen på Järntorget 7 i Göteborg. Den startades på 1970-talet som en filial till Viskadalens folkhögskola och är sedan 1991 en självständig skola.